# Georges Gratiant
Pour les articles homonymes, voir Gratiant.
Georges Gratiant, né le 6 janvier 1907 à Saint-Esprit (Martinique), et mort au Lamentin le 20 juin 1992, est un avocat et homme politique martiniquais. Il est maire du Lamentin de 1959 à 1989, et président du conseil général de 1946 à 1947.

## Biographie

### Jeunesse et premières années militantes
Georges Gratiant naît le 6 janvier 1907 dans la commune de Saint-Esprit en Martinique. Il est membre d’une famille aisée. Après des études secondaires au lycée Schœlcher où il obtient son baccalauréat, Georges Gratiant entreprend en France des études de droit comme beaucoup de jeunes à son époque. Titulaire d’une licence de droit, il s’inscrit au barreau de Fort-de-France comme avocat. Sensible au sort de son peuple qui croupit dans la misère à l’époque, il sera séduit par les idées marxistes et deviendra naturellement un militant communiste.
Dans les années 1930, il fonde avec René Ménil, Victor Lamon et Thélus Léro le groupe "Front commun" et en 1936, ils opèrent une fusion avec le groupe "Jean Jaurès" pour former en 1938 la "Région Communiste de la Martinique".
En 1941-1943 : Georges Gratiant participe en compagnie de René Ménil, d'Aristide Maugée, d'Aimé et de Suzanne Césaire à la rédaction de la revue Tropiques qui lutta contre l'aliénation culturelle et contre le régime de Vichy.

### Après-guerre
1945 : à la Libération, Georges Gratiant comme tous les communistes de l'époque soutient l'assimilation et prendra une part active pour faire aboutir cette revendication. 
1946 : Georges Gratiant est élu premier Président du Conseil Général du nouveau Département de la Martinique jusqu'en 1947.
1948 : lors de "l'affaire des 16 de Basse-Pointe", Georges Gratiant est l'un des avocats des seize ouvriers agricoles inculpés pour l'assassinat d'un administrateur béké sur l'habitation Leyritz à Basse-Pointe. Au procès à Bordeaux en 1951, il contribue grandement par sa remarquable plaidoirie à l'acquittement des ouvriers agricoles. 
Les 21 et 22 septembre 1957 : Georges Gratiant, René Ménil, Léopold Bissol et Victor Lamon fondent le P.C.M (Parti communiste martiniquais). Le P.C.M aura comme mot d'ordre l'autonomie pour la Martinique. Le 14 février 1960, le P.C.M adopta un nouveau projet de statut pour la Martinique en proposant un territoire autonome fédéré à la République Française. Les pouvoirs du territoire seraient exercés par une Assemblée législative et par un Conseil de Gouvernement.
1961 : lors de la grève des ouvriers agricoles du Lamentin, les gendarmes tirent sur la foule et provoquent la mort de trois ouvriers. Aux obsèques, Georges Gratiant prononce le célèbre "Discours sur les trois tombes" : Qui veut du pain aura du plomb, au nom de la loi, au nom de la force, au nom de la France, au nom de la force de la loi qui vient de France. Ce discours provoque la colère du ministre des armées Pierre Messmer qui poursuit Georges Gratiant devant les tribunaux mais celui-ci obtint finalement gain de cause.
Georges Gratiant passe toute sa vie à se battre contre les injustices et il s'y emploie notamment à travers son métier d'avocat le plus souvent à ses risques et périls. Il participa également dans les luttes anticolonialistes et prit fait et cause pour la dignité martiniquaise notamment dans l'affaire O.J.A.M. et lors de la terrible grève de 1974.

### Retrait de la vie politique et décès
1989 : Georges Gratiant après avoir été maire du Lamentin pendant trente ans et après avoir fait de cette commune la deuxième ville de la Martinique annonce qu'il ne se représente pas aux municipales et soutient la candidature de son premier adjoint Pierre Samot. 
1992 : après s'être retiré progressivement de la politique, Georges Gratiant meurt le 20 juin 1992 à l’âge de 85 ans.

## Hommages
En son hommage, le stade de Place d'Armes au Lamentin, deuxième plus grand stade de Martinique, est baptisé stade Georges-Gratiant en 1993, l'année suivant sa mort.
De même, une avenue du Lamentin porte son nom, ainsi qu'une rue de Fort-de-France.

## Détail des fonctions et des mandats
- 1945 - 1956 : Premier adjoint au maire de Fort-de-France
- 1945 - 1961 : Conseiller général de Fort-de-France
- 1946 - 1947 : Président du conseil général de la Martinique
- 1959 - 1989 : Maire du Lamentin
- 1970 - 1985 : Conseiller général du canton du Lamentin
- 1983 - 1990 : Conseiller régional de la Martinique
- 1985 - 1988 : Conseiller général du canton du Lamentin-3-Est